# マギボン
マギボン（Magibon、別名：Magi、Magibonchan, Magichan, MRirian、本名：Maggie/Margaret Lilian Adams/アダムスマーガレット、1986年8月9日 - ）は、アメリカ合衆国ペンシルベニア州出身のネットアイドル。

## 概要
2006年7月6日にYouTubeに『Me doing nothing.』のタイトルで初めて自分の動画を投稿。当初は無言のまま顔をアップで写すだけだったが、アメリカ合衆国で謎の美少女として人気を集めた。2007年1月23日にアップした5回目の投稿（タイトル『自己紹介』）で初めて言葉をしゃべったが、それは日本語での自己紹介であった。本人は、ペンシルベニア州の田舎町の周囲に日本人などがまったくいない環境で育ったが、インターネットで日本語や日本の文化を学び、日本の芸能界の情報にも詳しい。マギボンの「ボン」は、加護亜依のニックネームのあいぼんを真似たもの。
一方、日本語をしゃべる正体不明のネットアイドルとして町山智浩のブログで紹介されたことなどから、日本でも注目を集めるようになった。YouTubeでの閲覧回数が300万アクセスを記録し、その後も記録は更新されて2023年6月27日時点で1億1428万3447回。
2008年4月7日～13日に日本のメディアを通じての来日を果たし、TBSラジオやGyaOに出演したほか週刊プレイボーイなどの取材を受けた。さらに同年10月18日からの第21回東京国際映画祭出席のために再来日し、優木まおみらとともにグリーンカーペットを歩いた。同年11月から本格的な芸能界デビューを目指し、日本に滞在する。
2009年夏、日本国内の無線LAN接続サービス「Wi2 300」（株式会社ワイヤ・アンド・ワイヤレス）のイメージキャラクターに抜擢され、同年8月に行われたキャンペーンのプロモーションを担った。
2022年7月から熊本県山鹿市の地元の商品紹介などを紹介する「マギボン山鹿チャンネル」を新たにYouTubeに開設した。

## 出演

### 雑誌
- 週刊プレイボーイ2008年2月25日号
- 週刊プレイボーイ2008年5月12・19日号

### ラジオ
- ストリーム（TBSラジオ、2008年4月8日）

### インターネットテレビ
- ○○あい☆コラ!生やぐち（GyaO MIDTOWN TV、2008年4月10日 - 5月9日）